# Milnesium berladnicorum
Milnesium berladnicorum là một loài trong lớp Eutardigrada trong họ Milnesiidae, có nguồn gốc từ Bârlad, Romania..